# Royce Deppe
Royce Deppe, né le 11 août 1965 à Durban, est un ancien joueur de tennis professionnel sud-africain.
Il a remporté un titre en double à Newport et a atteint deux autres finales. Sur le circuit Challenger, il compte 7 titres à son palmarès.
En simple, il a atteint la finale du Challenger de Durban en 1988.
Il est également quart de finaliste à Wimbledon en double mixte avec Dianne Van Rensburg.

## Palmarès

### Titre en double messieurs
| No | Date       | Nom et lieu du tournoi                              | Catégorie    | Dotation  | Surface      | Partenaire | Finalistes                  | Score    |  |
| -- | ---------- | --------------------------------------------------- | ------------ | --------- | ------------ | ---------- | --------------------------- | -------- |  |
| 1  | 06-07-1992 | Miller Lite Hall of Fame Championships Newport (RI) | World Series | 175 000 $ | Gazon (ext.) | David Rikl | Paul Annacone David Wheaton | 6-4, 6-4 |  |

### Finales en double messieurs
| No | Date       | Nom et lieu du tournoi                          | Catégorie    | Dotation  | Surface      | Vainqueurs                      | Partenaire     | Score         |  |
| -- | ---------- | ----------------------------------------------- | ------------ | --------- | ------------ | ------------------------------- | -------------- | ------------- |  |
| 1  | 08-06-1992 | Torneo Internazionale Citta di Firenze Florence | World Series | 235 000 $ | Terre (ext.) | Marcelo Filippini Luiz Mattar   | Brent Haygarth | 6-4, 6-7, 6-4 |  |
| 2  | 04-10-1993 | Kronenbourg Athens Cup Athènes                  | World Series | 175 000 $ | Terre (ext.) | Horacio de la Peña Jorge Lozano | John Sullivan  | 3-6, 6-1, 6-2 |  |

## Parcours dans les tournois duGrand Chelem

### En simple
N'a jamais participé à un tableau final

### En double
| Année | Open d'Australie          | Open d'Australie    | Internationaux de France  | Internationaux de France | Wimbledon                 | Wimbledon                  | US Open                    | US Open                |
| ----- | ------------------------- | ------------------- | ------------------------- | ------------------------ | ------------------------- | -------------------------- | -------------------------- | ---------------------- |
| 1990  | —                         | —                   | 1er tour (1/32) B. Talbot | J. Grabb P. McEnroe      | 1er tour (1/32) B. Talbot | U. Riglewski M. Stich      | 1/8 de finale B. Garnett   | A. Castle R. Smith     |
| 1991  | —                         | —                   | —                         | —                        | —                         | —                          | —                          | —                      |
| 1992  | —                         | —                   | —                         | —                        | —                         | —                          | 2e tour (1/16) B. Haygarth | J. Grabb R. Reneberg   |
| 1993  | 1er tour (1/32) B. Steven | P. McEnroe J. Stark | 2e tour (1/16) D. Rikl    | G. Michibata D. Pate     | 1/4 de finale M. Knowles  | P. Kühnen G. Muller        | 1er tour (1/32) D. Rikl    | J. Eltingh P. Haarhuis |
| 1994  | 1er tour (1/32) N. Broad  | H. Denman G. Doyle  | 1er tour (1/32) L. Warder | B. Pearce D. Randall     | 1er tour (1/32) L. Warder | T. Woodbridge M. Woodforde | —                          | —                      |

N.B. : le nom du ou de la partenaire se trouve sous le résultat ; le nom des ultimes adversaires se trouve à droite.